# Jane's Addiction

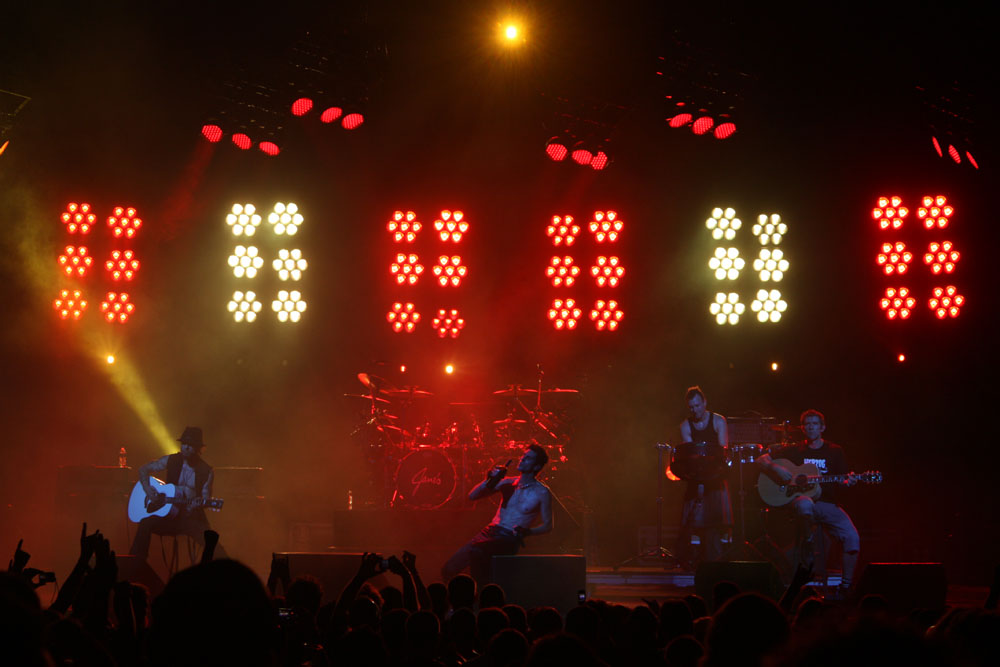
Jane's Addiction în 2009

Jane's Addiction este o formație americană de rock alternativ, înființată în 1985.